# Brandon Servania
Brandon Iván Servania (ur. 12 marca 1999 w Birmingham) – amerykański piłkarz pochodzenia portorykańskiego występujący na pozycji środkowego pomocnika, reprezentant Stanów Zjednoczonych, od 2025 roku zawodnik D.C. United.
Jego brat Jaden Servania również jest piłkarzem.